# Vaselină

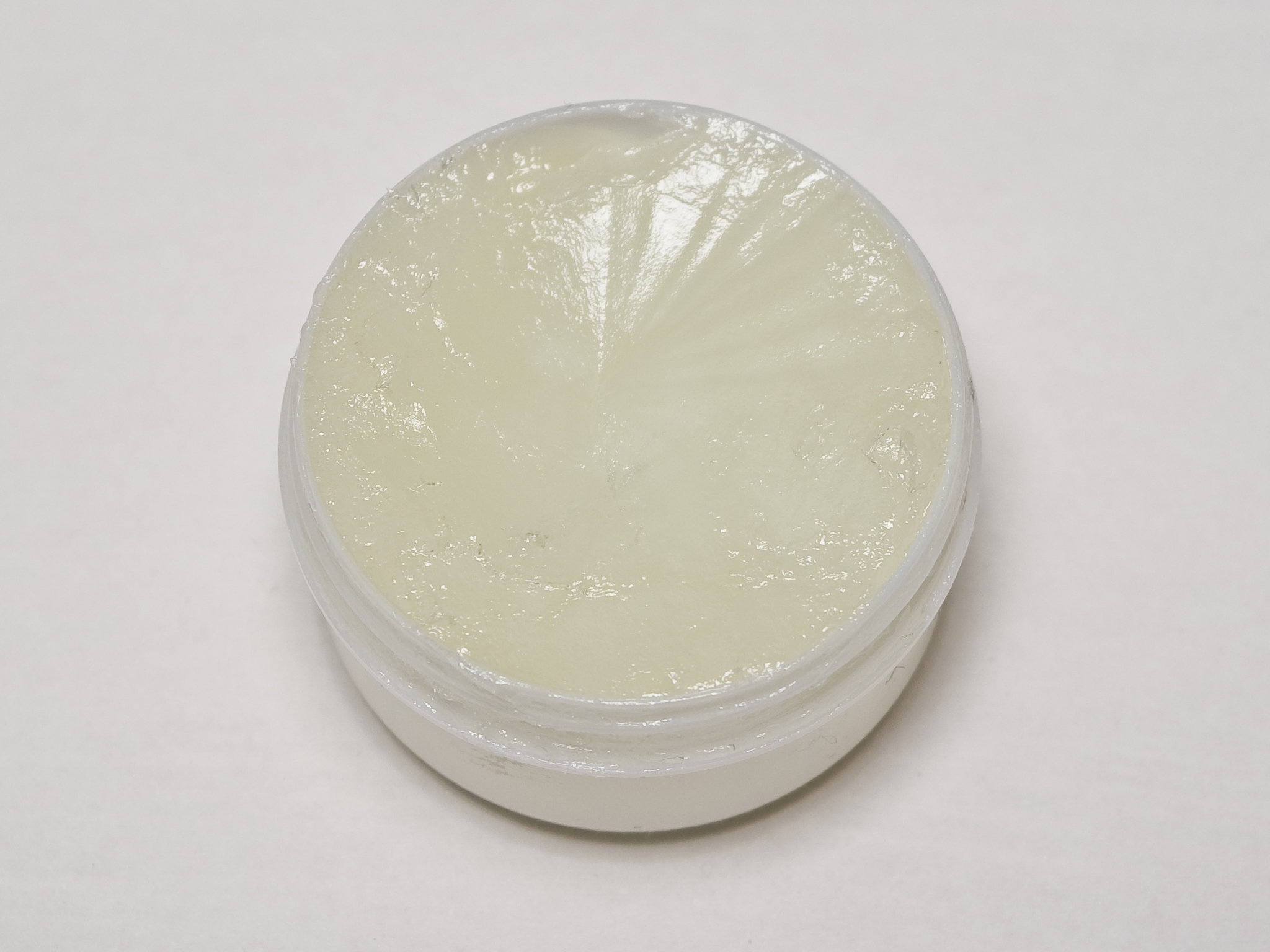
Vaselină.

Vaselină  (în engleză vaseline) este, ca și parafina, un distilat din petrol, format din alcani, cu formula generală (CnH2n+2). El este produs de compania anglo-olandeză Unilever. 
Numele vaselină este considerat generic în țările vorbitoare de portugheză și spaniolă, în care produsele Unilever sunt denumite Vasenol.

## Istoric
Prima menționare cunoscută a cuvântului vaselină a fost făcută de inventatorul gelatinei de petrol, chimistul Robert Chesebrough în patentul său american pentru procesul de fabricare a gelatinei de petrol (U.S. Patent 127,568) în 1872. "I, Robert Chesebrough, have invented a new and useful product from petroleum which I have named Vaseline..." (în română Eu, Robert Chesebrough, am inventat un produs nou și util din petrol, produs pe care l-am denumit vaselină".
Se presupune că acest cuvânt provine de la germanul Wasser (apă) + grecescul έλαιον [elaion] (ulei)
+ terminația științifică -ine.
După 11 ani, in 1883, Regina Victoria a Angliei, îi acordă lui Robert Chesebrough titlul de Sir, declarând că invenția și produsele sale sunt foarte folositoare.
Vaselina a fost fabricată de Chesebrough Manufacturing Company până la achiziționarea acestei companii de către compania Unilever în 1987.

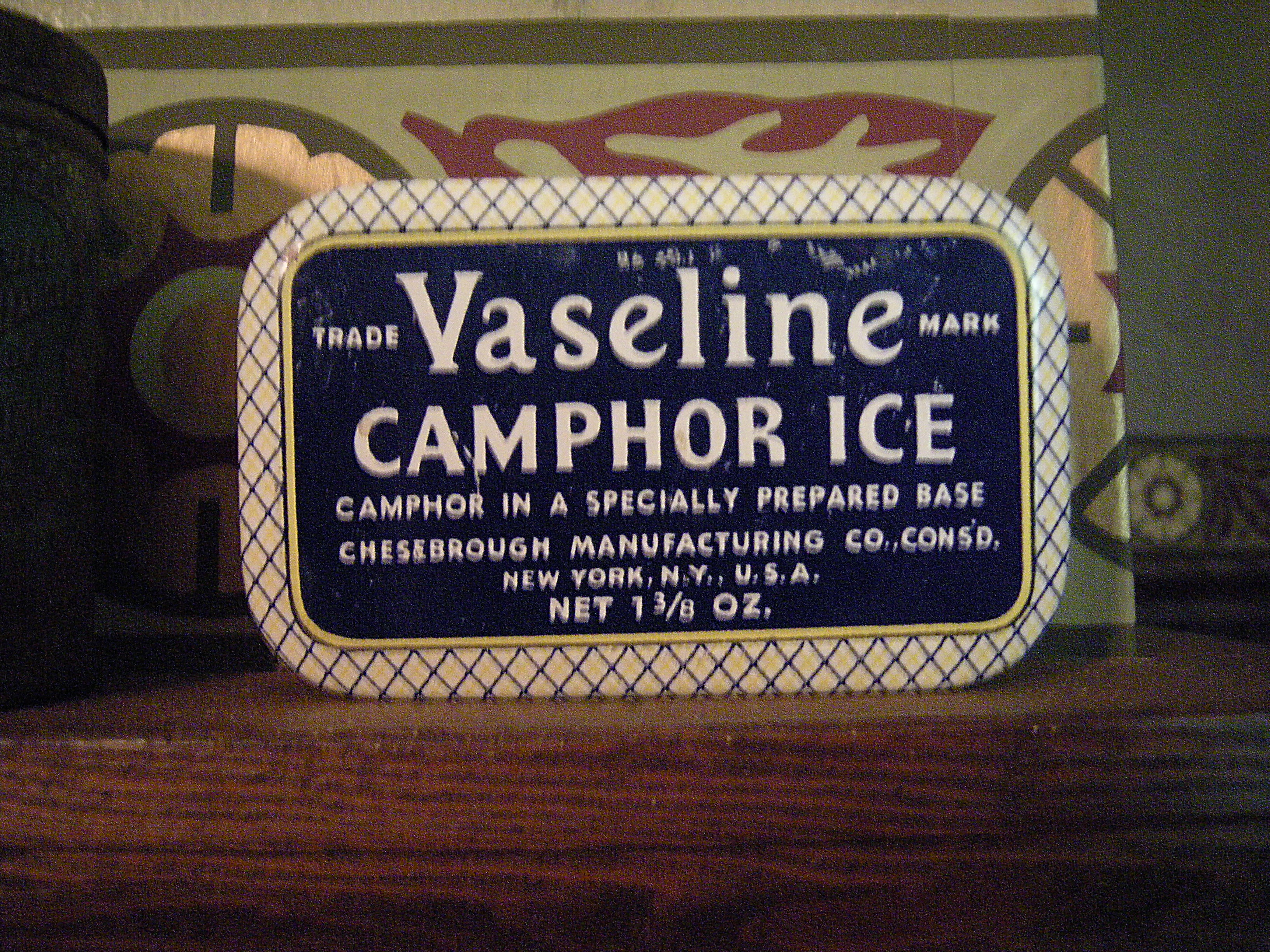
Vaseline Camphor Ice tin, Blackman House Museum, Snohomish, Washington, USA.